# Judy Campbell

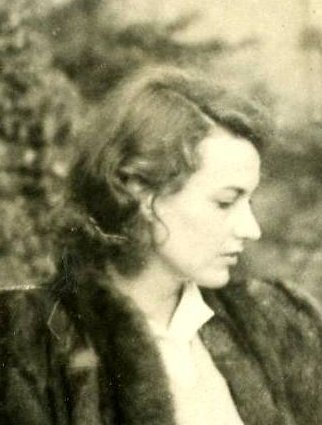
Judy Campbell (1942)

Judy Campbell, geborene Judith Mary Gamble, (* 31. Mai 1916 in Grantham, Lincolnshire; † 6. Juni 2004 in London) war eine britische Bühnen-, Film- und Fernsehschauspielerin. Sie war die Mutter von Andrew Birkin (* 1945) und Jane Birkin (1946–2023) sowie die Großmutter von Kate Barry, Charlotte Gainsbourg und Lou Doillon.

## Leben
Campbell kam am 31. Mai 1916 in Grantham in der englischen Grafschaft Lincolnshire zur Welt. Ihre Eltern arbeiteten beide am Theater. Ihr Vater J.A. Campbell war Schauspieler sowie Dramaturg und leitete einige Jahre lang das Theatre Royal in Grantham, an dem seine Tochter Judy 1935 ihr Bühnendebüt in Frederick Lonsdales Stück The Last of Mrs. Cheyney gab. Der Durchbruch gelang ihr 1940 mit der Revue New Faces, in der sie eine vom Publikum gefeierte Darbietung des Liedes A Nightingale Sang gab. Noël Coward, der sie in der Revue gesehen hatte, besetzte sie in den Jahren 1942 und 1943 in seinen Theaterstücken Present Laughter sowie This Happy Breed und schon bald galt sie als seine Muse. Es folgten Auftritte an mehreren Theatern am Londoner West End, darunter Rollen in Cowards Blithe Spirit (1943), Carlo Goldonis La Locandiera (1944) und Cowards Relative Values (1951).
In den 1950er Jahren konzentrierte sie sich vor allem auf die Erziehung ihrer drei Kinder, die aus der 1943 geschlossenen Ehe mit David Birkin († 1991) hervorgegangen waren, darunter Andrew und Jane Birkin. 
Die Familie lebte im Londoner Stadtteil Chelsea. In dieser Zeit war Campbell nur gelegentlich auf der Bühne zu sehen, so beispielsweise in William Douglas-Homes The Reluctant Debutante (1956). In den 1960er Jahren trat sie wieder häufiger am Theater auf und spielte in Stücken wie Heartbreak House (1961), Alan Ayckbourns Mr Whatnot (1964), You Never Can Tell (1964) an der Seite von Ralph Richardson und in Eugene O’Neills Mourning Becomes Electra (1967) sowie in Ayckbourns Relatively Speaking (1967).
In den 1970er Jahren war sie in Cowards Hay Fever und Arthur Millers Tod eines Handlungsreisenden am Oxford Playhouse zu sehen. 1983 spielte sie an der Seite von Omar Sharif in Terence Rattigans The Sleeping Prince und 1999 sang sie in Vivian Ellis’ Stück Bless The Bride das Lied This is My Lovely Day. 
Sie gab 2001 (mit 85 Jahren) ihr Debüt am Royal National Theatre in Harold Pinters Adaption von Marcel Prousts Remembrance of Things Past.
Ihren letzten Bühnenauftritt absolvierte sie 2003.
Neben ihrer Arbeit am Theater hatte Campbell ab den 1940er Jahren auch zahlreiche Rollen in Filmen und Fernsehproduktionen.

## Filmografie (Auswahl)
- 1940: Convoy
- 1941: East of Picadilly
- 1942: Breach of Promise
- 1945: The World Owes Me a Living
- 1948: Bonnie Prince Charlie
- 1948: Emma (Fernsehfilm)
- 1956: The Tamer Tamed
- 1970: Ein Mädchen in der Suppe (There’s a Girl in My Soup)
- 1979: Love Among the Artists (Miniserie)
- 1981:  Sredni Vashtar
- 1982–1983: Nanny (Fernsehserie)
- 1985: Anna Karenina (Fernsehfilm)
- 1987: Inspektor Morse, Mordkommission Oxford (Inspector Morse, Fernsehserie, 1 Folge)
- 1987: Die Zeit mit Julien (Kung-fu master!)
- 1989: Future Force
- 1991: Jim Bergerac ermittelt (Bergerac; Fernsehserie, 1 Folge)
- 1992: Liebesreise (Fernsehfilm)
- 1996: Casualty (Fernsehserie, Folge 11x10 Flesh and Blood)
- 1998: The Cater Street Hangman (Fernsehfilm)
- 2000: The Bill (Fernsehserie, Folge 16x47 No-One’s That Honest)
- 2002: The Forsyte Saga